# 4 (Beyoncé-Album)
4 ist das vierte Studioalbum der US-amerikanischen Sängerin Beyoncé. Es erschien im Juni 2011 bei Columbia Records. Als erste Single wurde Run the World (Girls) veröffentlicht.

## Entstehung

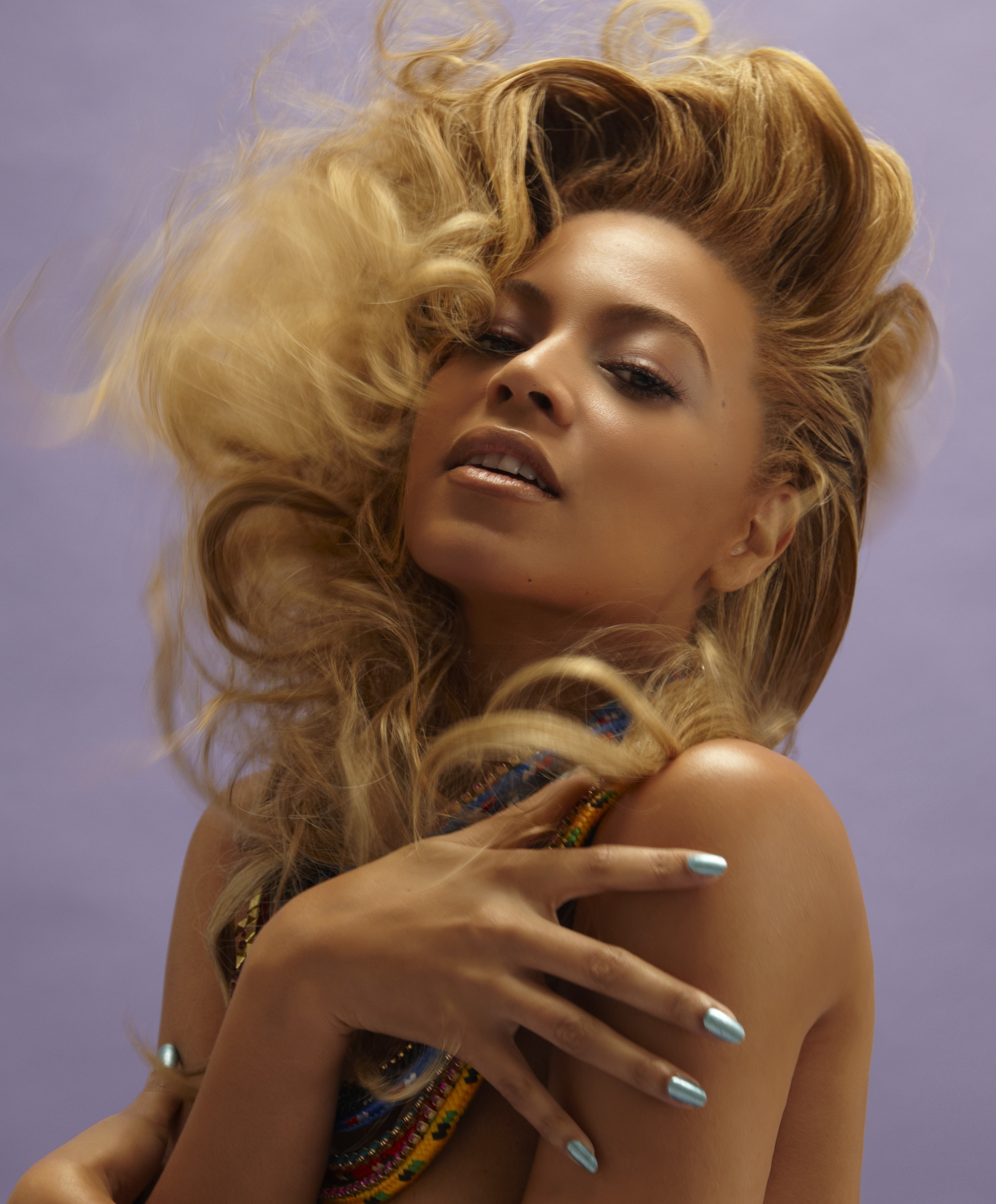
Knowles auf einem Promobild von 4.

Beyoncé lieferte für ihr viertes Album 72 Stücke bei ihrem Plattenlabel ab. Sie hatte im Frühjahr 2009 mit der Arbeit am Album begonnen und arbeitete mit der Band aus dem Broadwaymusical Feal! zusammen.
Der größte Teil von 4 wurde in den MSR Studios in New York City aufgenommen, aber es fanden auch Aufnahmen in Los Angeles, Las Vegas, Denver, Boston, Hollywood, Atlanta und Honolulu sowie in London und Sydney statt.

## Rezeption
Auf der Webseite Metacritic.com erhielt das Album 74 von 100 Punkten, basierend auf 30 englischsprachigen Besprechungen. Andy Kellman von Allmusic schrieb, die Stärke des größten Teils der Stücke auf dem Album und Knowles’ „akrobatische Gesangsfähigkeiten“ linderten die Probleme, sich durch den Rest der „wirren Mischung“ auf dem Album zu wühlen. Nur eine Künstlerin wie Beyoncé Knowles, die mit 16 Grammys nichts mehr beweisen müsse, habe so ein Album machen können. Er vergab 3,5 von fünf Sternen.

## Cover
Das Cover zum Album 4 wurde am 18. Mai 2011 auf Knowles Website veröffentlicht, am selben Tag wurde das Veröffentlichungsdatum des Albums bekanntgegeben, und das Musikvideo zu Run the World (Girls) feierte Premiere. Auf dem Cover ist Knowles nur von einem blauen Tuch umhüllt, das ihre intimen Stellen verdeckt.

## Titelliste
| Nr. | Titel                  |                  | Länge |
| --- | ---------------------- | ---------------- | ----- |
| 1.  | 1+1                    |                  | 4:33  |
| 2.  | I Care                 |                  | 3:59  |
| 3.  | I Miss You             |                  | 2:59  |
| 4.  | Best Thing I Never Had |                  | 3:52  |
| 5.  | Party                  | (mit André 3000) | 4:13  |
| 6.  | Rather Die Young       |                  | 3:42  |
| 7.  | Start Over             |                  | 3:19  |
| 8.  | Love on Top            |                  | 4:27  |
| 9.  | Countdown              |                  | 3:33  |
| 10. | End of Time            |                  | 3:44  |
| 11. | I Was Here             |                  | 3:59  |
| 12. | Run the World (Girls)  |                  | 3:55  |

Bonustracks (Deluxe Edition)
| Nr. | Titel                                           |             | Länge |
| --- | ----------------------------------------------- | ----------- | ----- |
| 1.  | Lay Up Under Me                                 |             | 4:13  |
| 2.  | Schoolin' Life                                  |             | 4:52  |
| 3.  | Dance For You                                   | (mit T. I.) | 6:19  |
| 4.  | Run the World (Girls) (Kaskade Club Remix)      |             | 5:03  |
| 5.  | Run the World (Girls) (Redtop Club Remix)       |             | 6:03  |
| 6.  | Run the World (Girls) (Jochen Simms Club Remix) |             | 3:42  |

Bonustracks (Japan-Version)
| Nr. | Titel         |                            | Länge |
| --- | ------------- | -------------------------- | ----- |
| 1.  | Dreaming      |                            | 4:38  |
| 2.  | Party (Remix) | (mit Kanye West & J. Cole) | 3:54  |

## Singleauskopplungen
Am 21. April 2011 wurde Run the World (Girls) als erste Single des Albums veröffentlicht. Am 7. Mai debütierte sie in den Billboard Hot 100 auf Platz 33 und erreichte seine Spitzenposition auf Platz 23, womit sie Knowles’ bisher schwächste erste Single-Auskopplung darstellt.
Die Veröffentlichung der zweiten Single, Best Thing I Never Had, erfolgte am 1. Juni 2011 und wurde am selben Tag in den Vereinigten Staaten erstmals im Radio präsentiert. In Deutschland wurde die Auskopplung von Run the World (Girls) direkt durch Best Thing I Never Had ersetzt. Am letzten Tag des Glastonbury Festivals gab Knowles ein 90-minütiges Konzert, wodurch zahlreiche Songs von ihr wieder in die britischen Charts einstiegen und Best Thing I Never Had dort sogar auf Platz 3 debütierte. Das Album platzierte sich eine Woche nach Knowles’ Konzert auch auf Platz 1 der britischen Albumcharts.
Am 25. Mai 2011 wurde 1+1 als Promotion-Single veröffentlicht, am selben Tag präsentierte Knowles das Stück erstmals bei American Idol. Das Stück konnte sich in mehreren Ländern in den Charts positionieren, u. a. auf Platz 57 der amerikanischen Billboard 200, Rang 82 der Canadian Hot 100 und Position 71 in Großbritannien. Ebenfalls als Promo-Download diente der Song Party, der erstmals am 28. Juni 2011 veröffentlicht wurde und im Juli Platz 2 der amerikanischen Hot R&B/Hip-Hop-Charts erreichte. Erst nach Freigabe des Tracks für diverse Radiostationen stieg er auf Platz 50 der Billboard 200 ein. Daneben entstand ein weiterer Clip zu dem Song Dance for You, der auf der Deluxe-Edition des Albums enthalten ist. Das Video – produziert von Knowles und Alan Ferguson – ist vom Schwarzweißfilm-Genre der 1940er Jahre inspiriert und stellt eine Hommage an Marlene Dietrich dar. Die Videopremiere erfolgte am 25. November 2011. Anders als 1+1 und Party wurde der Song allerdings nicht als Promo-Single veröffentlicht und erreichte lediglich Platz 200 der südkoreanischen Charts.
Die dritte Single des Albums, Countdown, wurde erstmals am 4. Oktober 2011 von amerikanischen Radiostationen gespielt. Nach regulärer Veröffentlichung chartete Countdown zunächst auf Platz 85 der Billboard 200 und stieg in den folgenden Wochen auf Position 71. In Großbritannien konnte mit Platz 35 ein Erfolg verbucht werden; in Deutschland erschien die Single am 25. November, platzierte sich allerdings nicht in den Charts.
Am 7. Dezember 2011 wurde mit Love on Top die vierte Single ausgekoppelt. Knowles präsentierte den Song am 28. August 2011 bei den MTV Video Music Awards in Los Angeles, woraufhin Love on Top u. a. in Großbritannien auf Platz 75, wo er später bis auf Position 13 kam, und in Neuseeland auf Rang 14 in die Charts einstieg. In Amerika erreichte die Single Platz 20 der Billboard 200, ebenso in Australien, wo sie von der Australian Recording Industry Association mit Platin ausgezeichnet wurde.

### Chartplatzierungen
| Jahr | Titel                  | Höchstplatzierung, Gesamtwochen, AuszeichnungChartplatzierungen (Jahr, Titel, , Platzierungen, Wochen, Auszeichnungen, Anmerkungen) | Höchstplatzierung, Gesamtwochen, AuszeichnungChartplatzierungen (Jahr, Titel, , Platzierungen, Wochen, Auszeichnungen, Anmerkungen) | Höchstplatzierung, Gesamtwochen, AuszeichnungChartplatzierungen (Jahr, Titel, , Platzierungen, Wochen, Auszeichnungen, Anmerkungen) | Höchstplatzierung, Gesamtwochen, AuszeichnungChartplatzierungen (Jahr, Titel, , Platzierungen, Wochen, Auszeichnungen, Anmerkungen) | Höchstplatzierung, Gesamtwochen, AuszeichnungChartplatzierungen (Jahr, Titel, , Platzierungen, Wochen, Auszeichnungen, Anmerkungen) | Höchstplatzierung, Gesamtwochen, AuszeichnungChartplatzierungen (Jahr, Titel, , Platzierungen, Wochen, Auszeichnungen, Anmerkungen) | Anmerkungen                                                                   |
| Jahr | Titel                  | DE | AT | CH | UK | US | R&B | Anmerkungen                                                                   |
| --- | ---------------------- | --- | --- | --- | --- | --- | --- | ----------------------------------------------------------------------------- |
| 2011 | Run the World (Girls)  | — | — | CH22 (13 Wo.)CH | UK11 (19 Wo.)UK | US29 (13 Wo.)US | R&B30 (14 Wo.)R&B | Erstveröffentlichung: 21. April 2011 Verkäufe: + 5.717.500                    |
| 2011 | Best Thing I Never Had | DE29 (14 Wo.)DE | AT39 (12 Wo.)AT | CH35 (18 Wo.)CH | UK3 (27 Wo.)UK | US16 (20 Wo.)US | R&B4 (26 Wo.)R&B | Erstveröffentlichung: 1. Juni 2011 Verkäufe: + 5.007.500                      |
| 2011 | Party                  | — | — | — | — | US50 (18 Wo.)US | R&B2 (46 Wo.)R&B | Erstveröffentlichung: 30. August 2011 Verkäufe: + 1.000.000; feat. André 3000 |
| 2011 | Love on Top            | — | — | — | UK13 (21 Wo.)UK | US20 (20 Wo.)US | R&B1 (57 Wo.)R&B | Erstveröffentlichung: 12. September 2011 Verkäufe: + 6.205.000                |
| 2011 | Countdown              | — | AT65 (1 Wo.)AT | — | UK35 (10 Wo.)UK | US71 (15 Wo.)US | R&B12 (40 Wo.)R&B | Erstveröffentlichung: 4. Oktober 2011 Verkäufe: + 2.560.000                   |
| 2012 | End of Time            | — | — | — | UK39 (8 Wo.)UK | — | — | Erstveröffentlichung: 23. April 2012 Verkäufe: + 1.355.000                    |
| Folgende Lieder erschienen nicht als Single, wurden aber durch das Album zum Download und Streaming bereitgestellt und konnten somit eine Platzierung erlangen: |                        | | | | | | |                                                                               |
| |                        | | | | | | |                                                                               |
| 2011 | 1+1                    | — | — | — | UK71 (4 Wo.)UK | US57 (2 Wo.)US | — | Charteinstieg: 9. Juli 2011 Verkäufe: + 1.265.000                             |
| 2011 | I Was Here             | — | — | CH74 (1 Wo.)CH | — | — | — | Charteinstieg: 10. Juli 2011 Verkäufe: + 630.000                              |
| 2012 | Dance for You          | — | — | — | — | US78 (15 Wo.)US | R&B7 (36 Wo.)R&B | Charteinstieg: 25. August 2012 Verkäufe: + 2.355.000                          |

## Kommerzieller Erfolg

### Chartplatzierungen
Bereits am ersten Tag nach seiner Veröffentlichung verkaufte sich das Album im Vereinigten Königreich 32.000 Mal und stieg bereits nach der ersten Verkaufswoche am 4. Juli 2011 mit nun insgesamt 89.211 Einheiten auf Platz 1 der britischen Albencharts ein.
In den Vereinigten Staaten debütierte 4 mit 310.000 verkauften Einheiten auf Platz 1 der amerikanischen Billboard 200 und wurde später von diversen Magazinen als eines der erfolgreichsten Alben 2011 bezeichnet.
| ChartsChartplatzierungen       | Höchstplatzierung | Wochen |
| ------------------------------ | ----------------- | ------ |
| Deutschland (GfK)              | 5 (12 Wo.)        | 12     |
| Österreich (Ö3)                | 13 (10 Wo.)       | 10     |
| Schweiz (IFPI)                 | 1 (19 Wo.)        | 19     |
| Vereinigte Staaten (Billboard) | 1 (78 Wo.)        | 78     |
| Vereinigtes Königreich (OCC)   | 1 (63 Wo.)        | 63     |

| ChartsJahrescharts (2011)      | Platzierung |
| ------------------------------ | ----------- |
| Schweiz (IFPI)                 | 57          |
| Vereinigte Staaten (Billboard) | 21          |
| Vereinigtes Königreich (OCC)   | 18          |

| ChartsJahrescharts (2012)      | Platzierung |
| ------------------------------ | ----------- |
| Vereinigte Staaten (Billboard) | 91          |
| Vereinigtes Königreich (OCC)   | 79          |

### Auszeichnungen für Musikverkäufe
| Land/Region                  | Auszeichnungen für Musikverkäufe (Land/Region, Auszeichnung, Verkäufe) | Verkäufe  |
| ---------------------------- | ---------------------------------------------------------------------- | --------- |
| Australien (ARIA)            | 2× Platin                                                              | 140.000   |
| Brasilien (PMB)              | 3× Platin                                                              | 120.000   |
| Dänemark (IFPI)              | Platin                                                                 | 20.000    |
| Deutschland (BVMI)           | Gold                                                                   | 100.000   |
| Frankreich (SNEP)            | Gold                                                                   | 50.000    |
| Irland (IRMA)                | Platin                                                                 | 15.000    |
| Italien (FIMI)               | Gold                                                                   | 25.000    |
| Kanada (MC)                  | 2× Platin                                                              | 160.000   |
| Neuseeland (RMNZ)            | 3× Platin                                                              | 45.000    |
| Polen (ZPAV)                 | Platin                                                                 | 20.000    |
| Russland (NFPF)              | Gold                                                                   | 10.000    |
| Schweden (IFPI)              | 2× Platin                                                              | 60.000    |
| Vereinigte Staaten (RIAA)    | 4× Platin                                                              | 4.000.000 |
| Vereinigtes Königreich (BPI) | 3× Platin                                                              | 900.000   |
| Insgesamt                    | 4× Gold · 22× Platin ·                                                 | 5.665.000 |

Hauptartikel: Beyoncé/Auszeichnungen für Musikverkäufe